# St-Germain-l’Auxerrois (Paris)

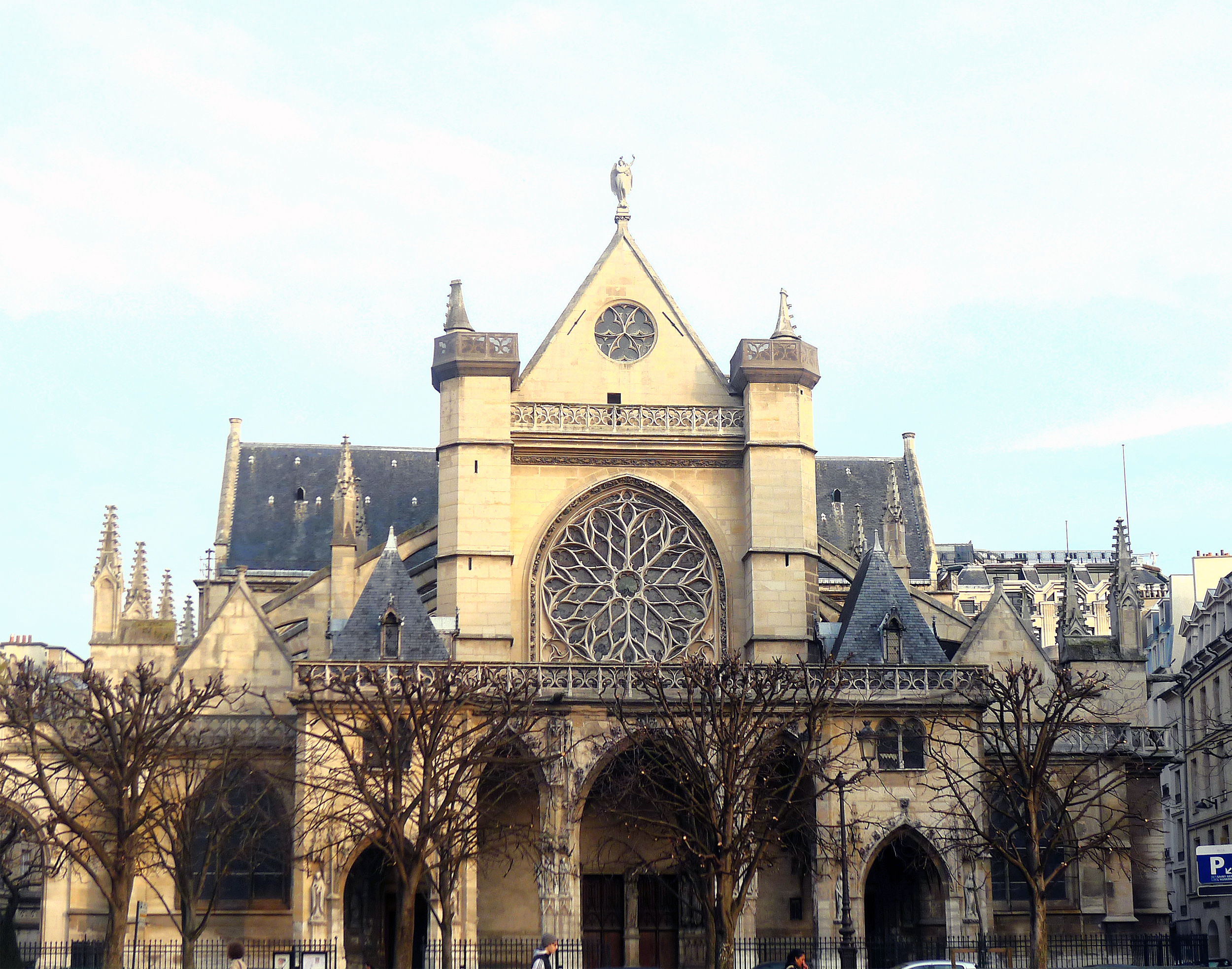
Saint-Germain-l'Auxerrois, 2012

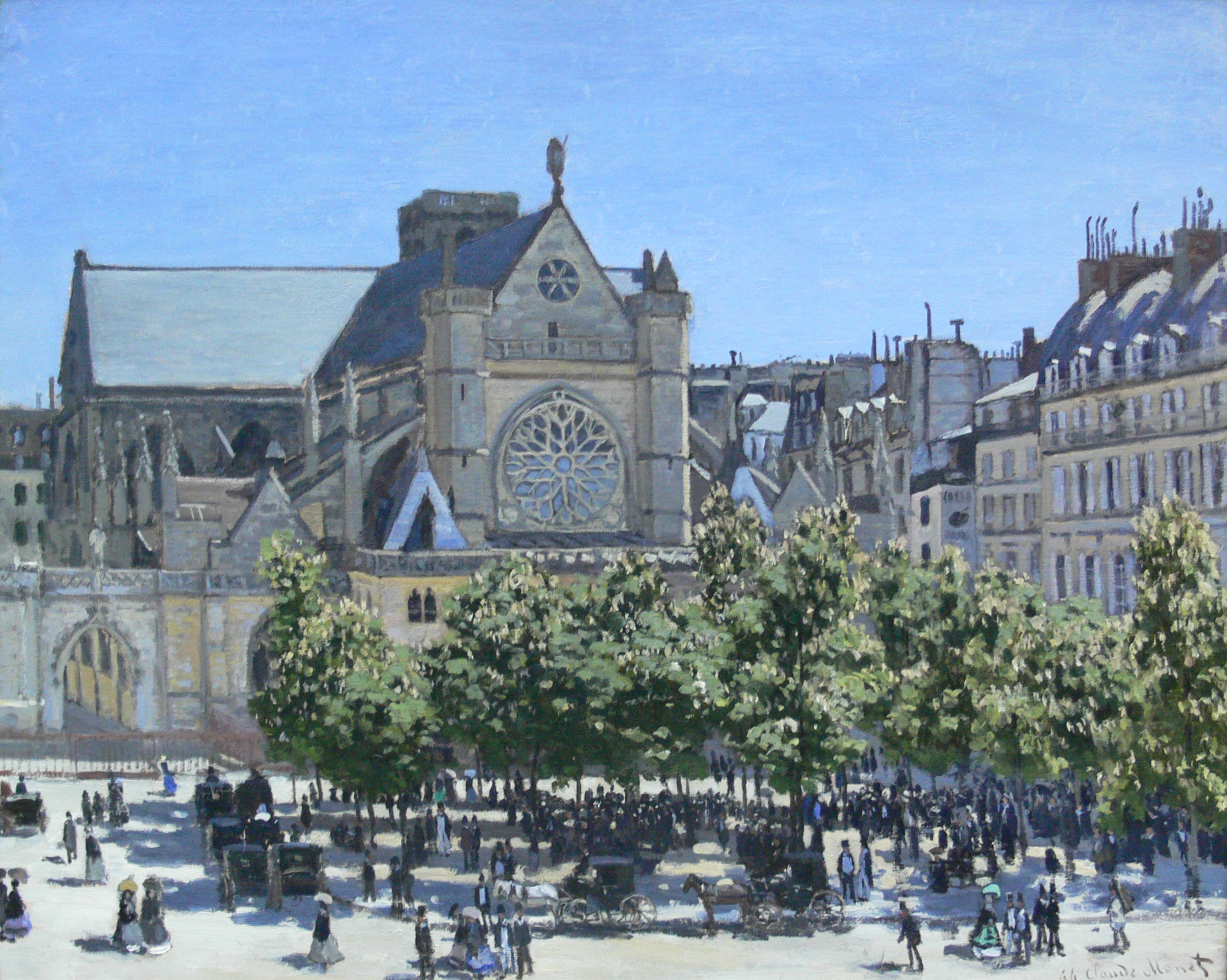
Die Kirche Saint-Germain-l’Auxerrois, 1867, von Claude Monet

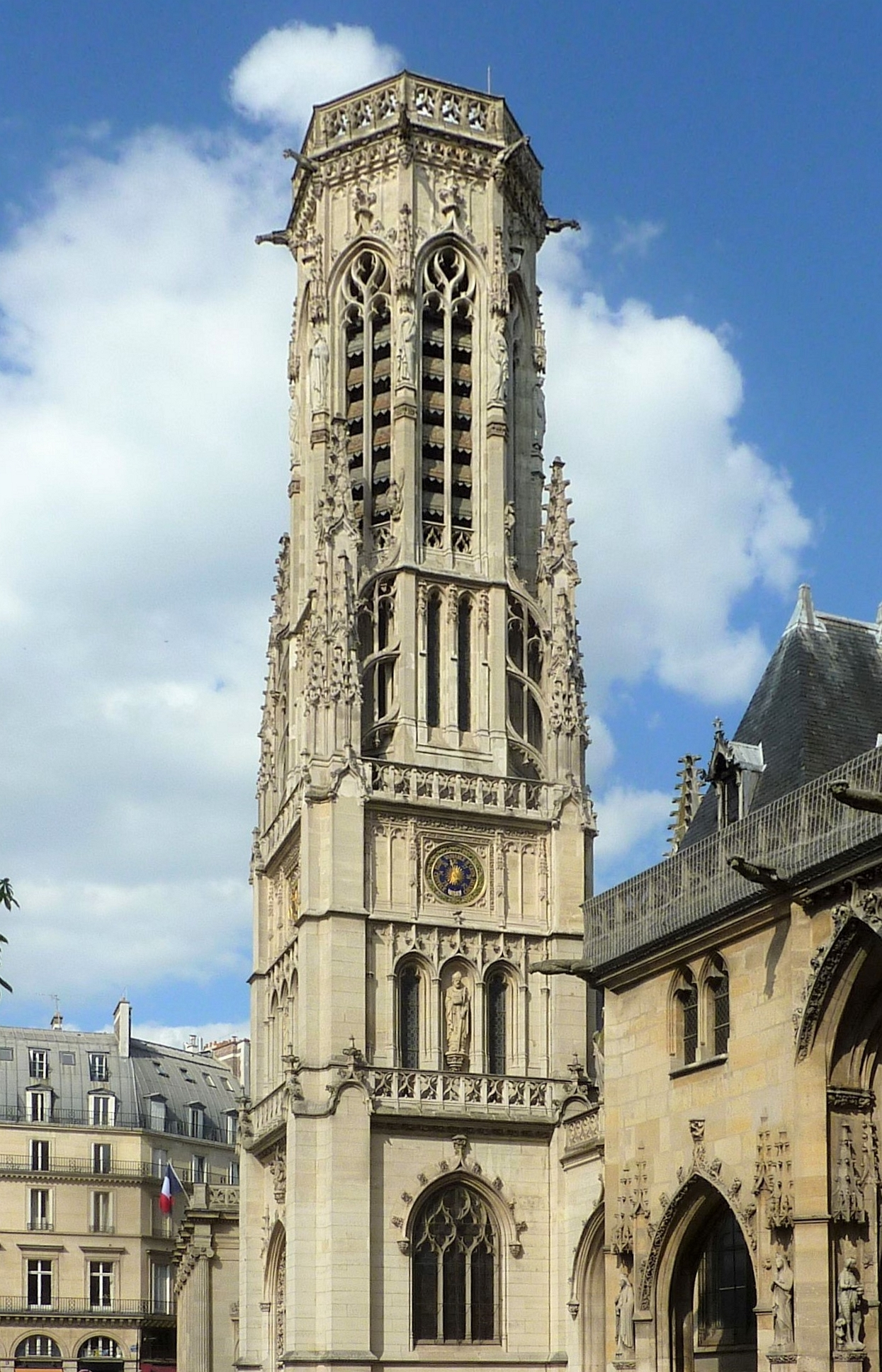
Neugotischer Glockenturm

Die Pfarrkirche Saint-Germain-l’Auxerrois ist eine bedeutende spätgotische Kirche in Paris, 1. Arrondissement. Sie war die Hofkirche des ehemaligen Königspalastes (Louvre) und Grabkirche zahlreicher am Hof beschäftigter Künstler. Ihr Glockenturm bildet den Ausgangspunkt der großen Pariser Achse (französisch Axe historique genannt) nach Westen.
Saint-Germain-l’Auxerrois ist dem heiligen Germanus geweiht, ehemals Bischof von Auxerre in Burgund (nicht zu verwechseln mit dem heiligen Germanus von Paris, Schutzpatron der Stadt und der Kirche Saint-Germain-des-Prés). Seit dem 1. September 2019 übernimmt die Kirche St-Germain-l’Auxerrois die Gottesdienste der seit dem 15. April 2019 brandbeschädigten Kathedrale Notre-Dame de Paris und dient somit auch als provisorische Bischofskirche der Erzdiözese Paris.

## Geschichte
An der Stelle dieser Kirche soll im 6. Jahrhundert ein Baptisterium gestanden haben, in dem die heidnischen Soldaten Chlodwigs getauft werden sollten, nachdem er selbst 498 den christlichen Glauben angenommen hatte. Dieses erste vermutete Bauwerk wurde jedoch von den Normannen zerstört. Im 11. Jahrhundert soll hier dann eine Kirche errichtet worden sein, die bis heute mehrfach umgebaut wurde. Im 15. Jahrhundert wurde der Bau fast völlig erneuert, vor allem das Querhaus und das Langhaus. Wir haben es hier also mit gotischen Mischformen verschiedener Art zu tun.

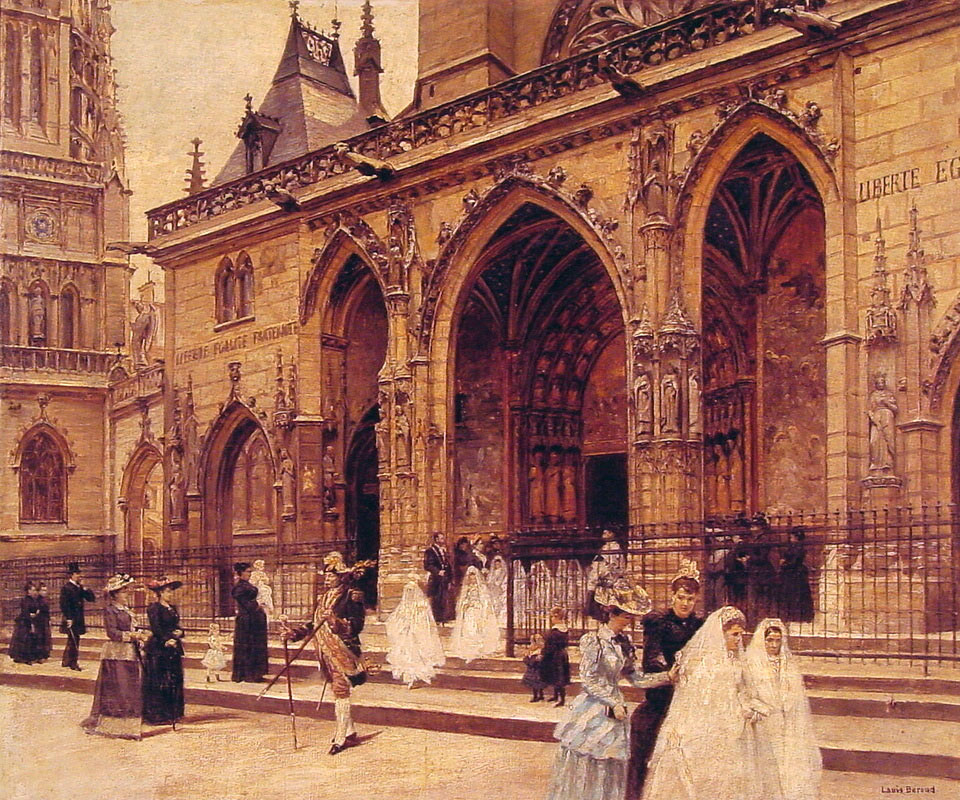
Jean Béraud, Erstkommunion.
Szene vor der Kirche Saint-Germain-l’Auxerrois

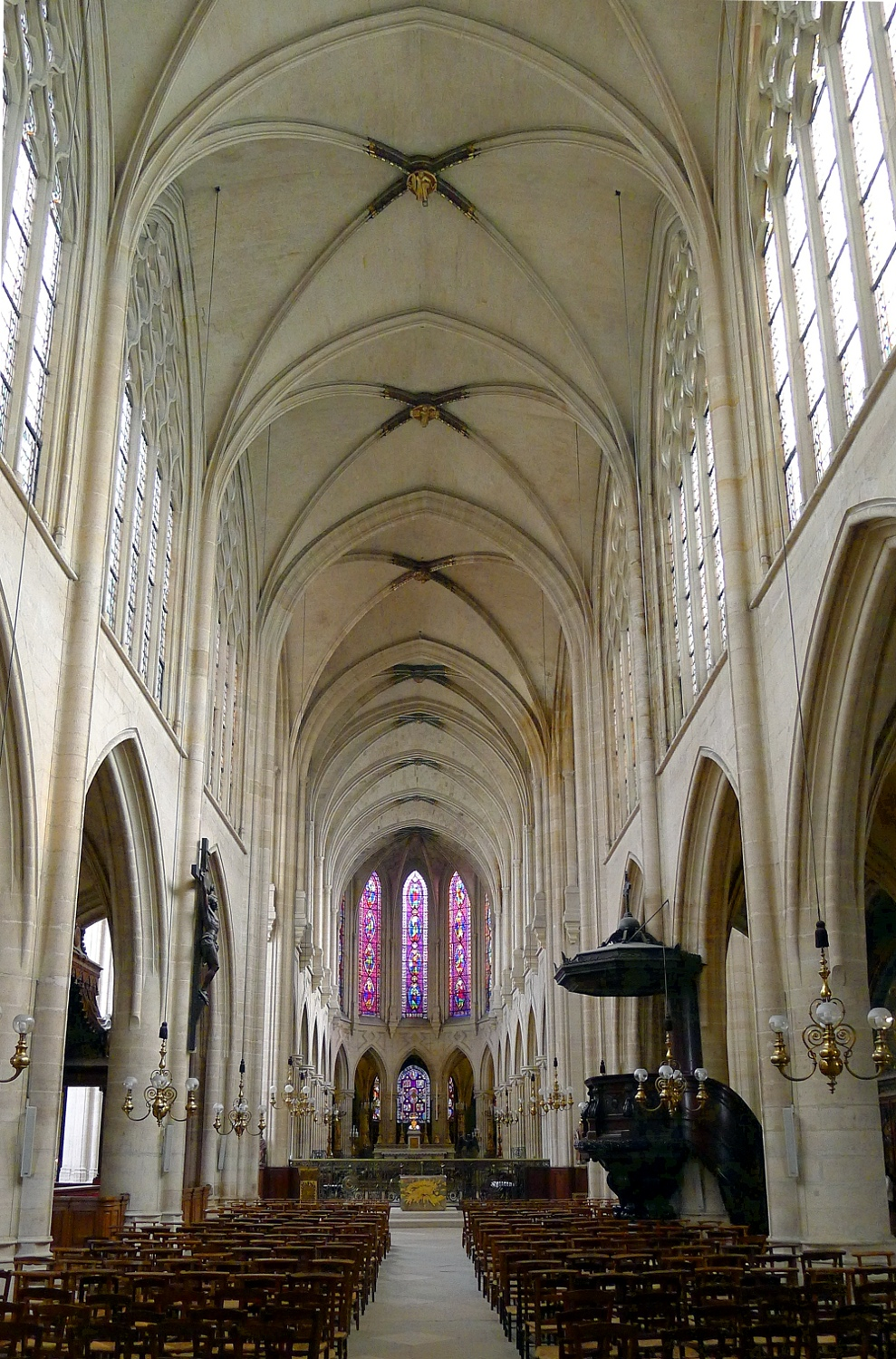
Blick durch das Kirchenschiff

Die Kirche Saint-Germain-l’Auxerrois hat keinen einheitlichen Baustil, sondern sie stammt aus verschiedenen Epochen, erscheint aber dennoch bemerkenswert einheitlich. Als der Hof der Valois im 14. Jahrhundert von der Île de la Cité in den Louvre zog, wurde sie die bevorzugte Kirche der Könige. Nach der Revolution 1789 diente sie daher lange Zeit als Scheune – als eine Art Sanktion der Revolutionäre am Königtum.

Chorumgang

Erbaut ab 1425, geht die Kirche in ihrer Grundkonzeption immer noch auf die fast 300 Jahre ältere Kirche Notre-Dame zurück, als fünfschiffige Basilika mit fluchtendem Querhaus und doppeltem Chorumgang. Die Bauornamentik besteht aus reichem Flamboyant. Die 1435–39 vorgeblendete Vorhalle ist typisch burgundisch und spiegelt die damals von Burgund ausgehende Kulturblüte.
Am auffallendsten an Saint-Germain-l’Auxerrois ist der 1863 von Théodore Ballu errichtete und 1998 restaurierte zweite Turm der Basilika. Der Bau links von diesem freistehenden Campanile-artigen Glockenturm, gehört nicht zur Kirche, sondern ist das Rathaus für das 1. Arrondissement. Der erste und niedrigere Glockenturm der Kirche mit romanischem Sockel aus dem 12. Jahrhundert steht dagegen versteckt im Zwickel zwischen Südquerhaus und Chor der Kirche.
Die Vorhalle stammt aus der Zeit um 1435–39; das Portal entstand jedoch bereits um 1230. In dieser Zeit wurde in Chartres bei den Querhausportalen bereits eine ganz neue Art von Plastik entwickelt mit viel lebendigeren Bewegungsmotiven. Das Pariser Portal steht also nicht ganz auf der Höhe der Zeit und entspricht eher einem konservativeren Geschmack. An den vielen gleichförmigen Details wie Gesichtern oder Gewandfalten ist zu erkennen, dass es sich um eine ausklingende und sich immer wieder wiederholende Stilphase handelt.
Die qualitätvollsten Statuen der Kirche stehen im Innenraum, vor allem die ehemalige Trumeaufigur des Westportals, der Hl. Germanus von etwa 1230. Bei diesen Skulpturen zeichnet sich eine neue Sensibilität ab, die die Geschichte der Plastik in den kommenden Jahrzehnten kennzeichnen wird. Zu ihrem Schutz vor Witterungseinflüssen wurde die Figur in den Innenraum gebracht und durch eine Muttergottes des 19. Jahrhunderts ersetzt.
Auch dem Innenraum sieht man an, dass es hier Umbauten gegeben haben muss. Der zweizonige Wandaufriss verfügt über kein Triforium. Diese Zweizonigkeit war typisch für die Spätgotik.
Am 14. Februar 1831 fand in St-Germain eine Gedächtnismesse für den elf Jahre zuvor ermordeten Herzog von Berry, eine Symbolfigur der Restauration, statt. Daraufhin kam es zu einem gewalttätigen Massenprotest, in dessen Verlauf das Kircheninnere verwüstet und der Bau beschädigt wurden. Danach blieb St-Germain einige Jahre geschlossen und der Abriss wurde erwogen. Schließlich begann eine grundlegende Restaurierung (1838–1855 durch Jean-Baptiste-Antoine Lassus und Victor Baltard) – nicht immer zum Vorteil des Baus. So wurde beispielsweise ein nördlicher Wehrturm hinzugefügt, so dass hier von „Fantasiegotik“ gesprochen werden kann. 1867 schuf der Maler Claude Monet die Stadtansicht Die Kirche Saint-Germain-l’Auxerrois.

## Orgel

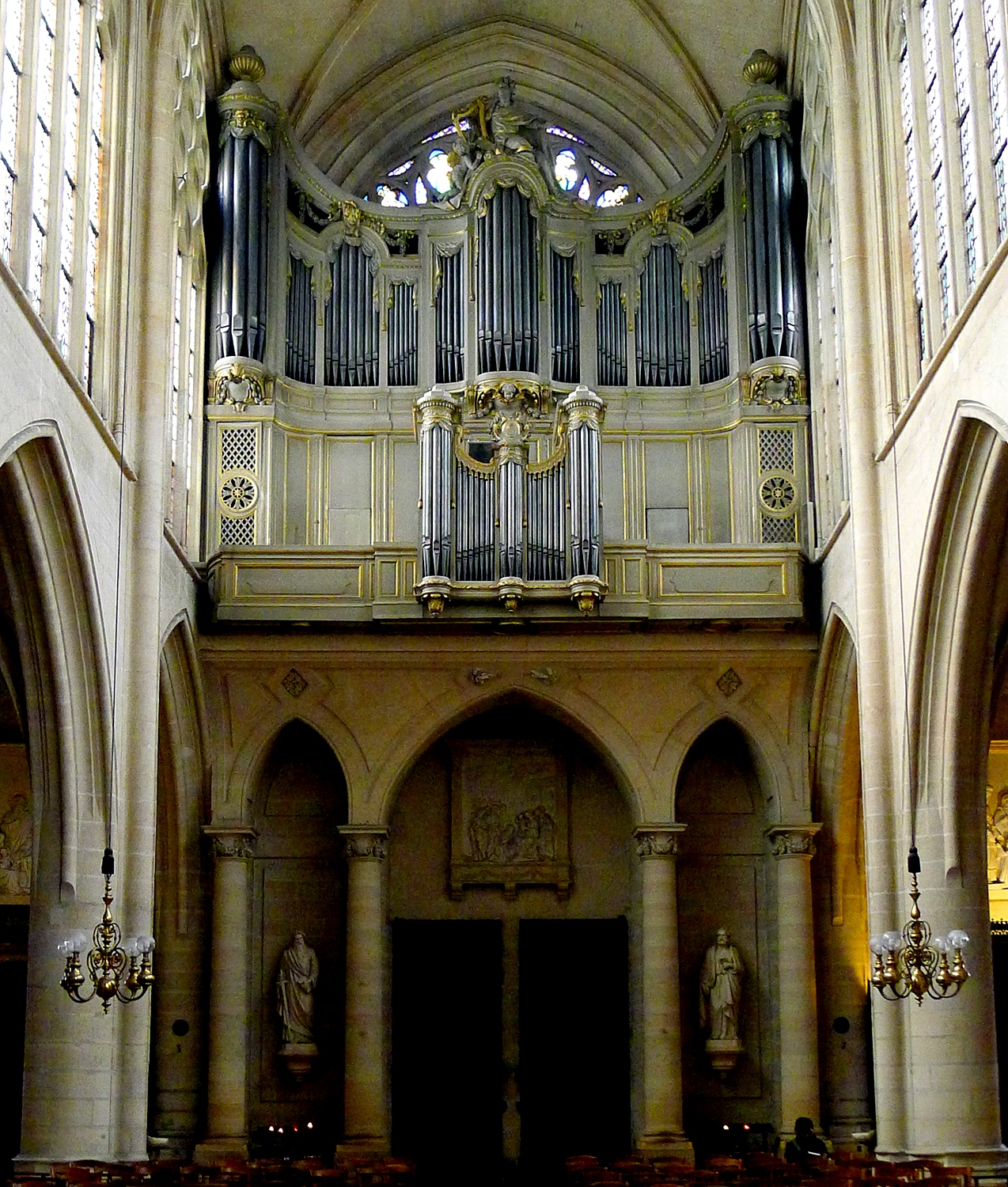
Orgelprospekt mit Rückpositiv

Die Orgel stammt aus der Palastkapelle in Paris und war 1771 von dem Orgelbauer François-Henri Clicquot erbaut worden. Das Instrument wurde 1791 auf der Westempore in Saint-Germain-l’Auxerrois aufgestellt, wo es die Wirren der Revolution überstand. Es hat heute 32 Register auf drei Manualen und Pedal. Die Spiel- und Registertrakturen sind mechanisch.
| I Positif C–f3 |        |
| Bourdon        | 8′     |
| Flûte          | 8′     |
| Prestant       | 4′     |
| Nazard         | 2 ⁄3′  |
| Doublette      | 2′     |
| Tierce         | 1 3⁄5′ |
| Fourniture III |        |
| Cymbale II     |        |
| Trompette      | 8′     |
| Cromorne       | 8′     |
| Clairon        | 4′     |

| II Grand Orgue C–f3 |     |
| Bourdon             | 16′ |
| Montre              | 8′  |
| Bourdon             | 8′  |
| Principal           | 8′  |
| Flûte harmonique    | 8′  |
| Prestant            | 4′  |
| Plein-Jeu IV        |     |
| Cornet V            | 8′  |
| 1ere Trompette      | 8′  |
| 2e Trompette        | 8′  |
| Clairon             | 4′  |

| III Récit expressif C–f3 |    |
| Bourdon                  | 8′ |
| Gambe                    | 8′ |
| Voix céleste             | 8′ |
| Hautbois                 | 8′ |
| Voix humaine             | 8′ |
| Tremolo                  |    |

| Pedale C–d1 |     |
| Flûte       | 16′ |
| Flûte       | 8′  |
| Violoncelle | 8′  |
| Bombarde    | 16′ |
| Trompette   | 8′  |

- Koppeln: I/II, III/II, I/P, II/P

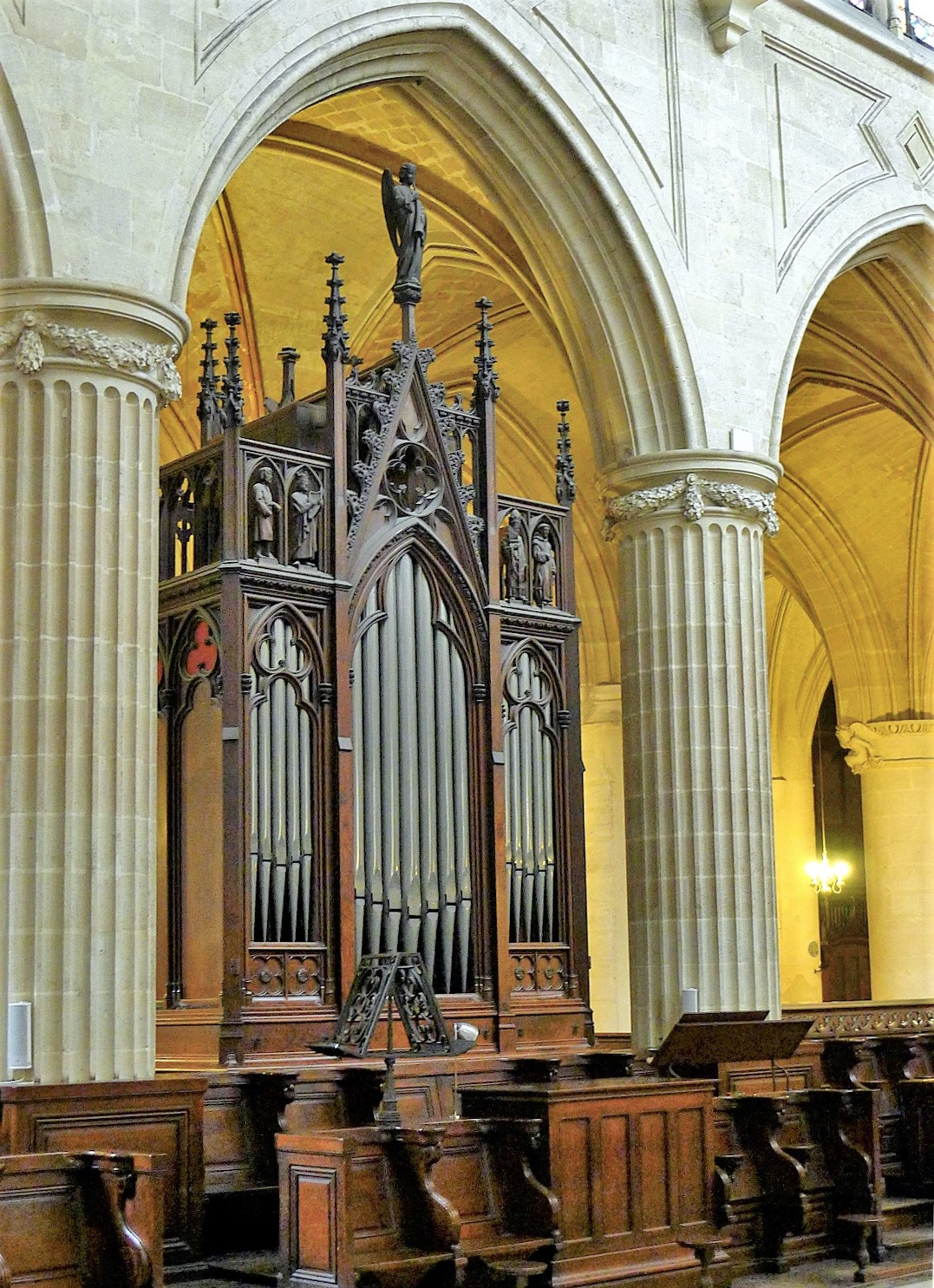
Blick auf die Chororgel

Die Chororgel wurde 1838 von dem Orgelbauer Abbey erbaut. Das Instrument hat 12 Register auf zwei Manualen und Pedal. Die Spieltrakturen und Registertrakturen sind mechanisch, die Trakturen des Pedals sind pneumatisch.

## Bedeutung für die französische Geschichte
Die Kirche spielt in der französischen Geschichte insofern eine zwiespältige Rolle, als ihre Glocken das Gemetzel der Bartholomäusnacht eingeläutet haben sollen. Nach der Vermählung Heinrichs von Navarra, des späteren Heinrich IV. (1553–1610), mit Marguerite de Valois, der Schwester des regierenden Königs, wurden am 24. August 1572 nach diesem Glockengeläut die noch wegen der Hochzeit in Paris anwesenden Hugenotten niedergemetzelt. 4000 Festgäste kamen ums Leben und bei den anschließenden Verfolgungen noch einmal rund 20 000. Diese sogenannte „Pariser Bluthochzeit“ ist mehrmals verfilmt worden, besonders drastisch 1994 von Patrice Chéreau im über zweistündigen Filmepos Die Bartholomäusnacht.